# Грищенко, Борис Павлович
Борис Павлович Грищенко (10 июня 1914, с. Тарасово, Кузнецкий уезд, Томская губерния — 12 октября 1989, Ленинград) — советский футболист, вратарь. Мастер спорта СССР.
Окончил высшую школу тренеров при ГОЛИФКе (1935—1937, тренер по футболу и хоккею второй категории). В 1937 году в составе команды ГОЛИФКа стал чемпионом Ленинграда. С 1938 года играл в ленинградском «Сталинце» / «Зените» — Георгий Шорец перенёс тяжёлую болезнь, второй вратарь Аркадий Ларионов не дотягивал до уровня группы «А». На пути к проигранному финалу Кубка СССР 1939 в пяти матчах пропустил только два мяча. В дальнейшем уступил место первого вратаря Леониду Иванову.
Специалисты отмечали, что Грищенко не хватало вратарской «школы». Его игровая манера считалась примитивной и не техничной, он ошибался при игре на линии и приёме верховых мячей. Не обладал достаточной гибкостью и расчётливостью. Недостатки компенсировал самоотверженностью и игровым азартом. В отличие от большинства вратарей активно и успешно играл на выходах. Обладал хорошим стартовым рывком, решительностью и крепким телосложением.
В чемпионате СССР за «Зенит» провёл 64 матча. В 1950—1952 годах в составе ленинградского «Динамо» сыграл 39 матчей.
Длительное время работал тренером заводских футбольных команд Ленинграда, в группе подготовки при команде «Зенит». Работал в «Зените» селекционером.
Участник Великой Отечественной войны, командир взвода Второго отдельного рабочего батальона на «Дороге жизни» (февраль 1942 — июнь 1943). Награждён медалями «За оборону Ленинграда» (1944), «За доблестный труд в Великой Отечественной войне 1941—1945 гг.» (1946), и «В память 250-летия Ленинграда» (1957). Сотрудник органов МВД (1950—1952).
Скончался в 1989 году. Погребён на Южном кладбище.

## Достижения
- Финалист Кубка СССР: 1939.